# Aloe maculata
L'àloe (Aloe maculata) és una espècie de planta suculenta del gènere Aloe dins la família de les asfodelàcies. És endèmica de Sud-àfrica, tot i que com a planta ornamental es cultiva en molts països.
Addicionalment pot rebre els noms d'àloe maculat, atzavara, atzavara vera, bàlsam, bàlsam de canó, bàlsam de jardí, bàlsam de les cremades, bàlsam de tall, cactus, pita, pites de foc, pop, pop tacat i sèver. També s'han recollit les variants lingüístiques adsabara, aloe, asever, atsabara, bàlsam de canyó, cever, edsabara i etsabara vera.

## Descripció

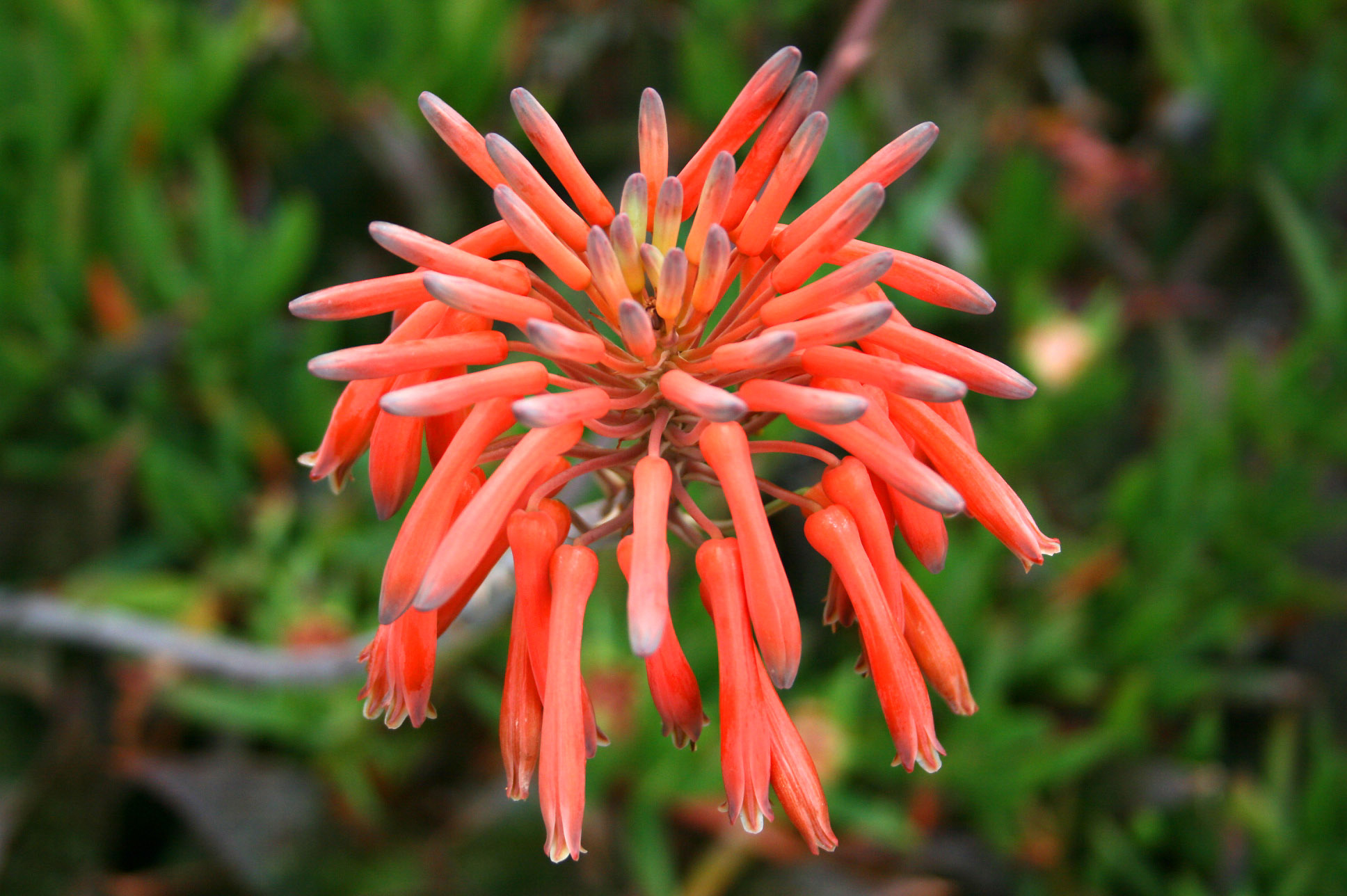
Les flors dAloe maculata són taronja vermelloses

És una planta suculenta amb les fulles agrupades en rosetes basals. Les fulles són carnoses, llargues, estretes i lanceolades, de color verd, pot tornar-se vermellós a la punta segons la seva exposició al sol, l'època de l'any o inclús pels nutrients del terra; amb taques blanques i amb els marges dentats. La inflorescència és en raïm, generalment de forma més esfèrica que altres àloes com Aloe arborescens, amb flors tubulars de color taronja vermellós que es troben a l'àpex de la tija erecta, generalment ramificades, que sorgeixen de la roseta. Floreix des de mitjans d'hivern fins a la primavera. Sol confondre's amb l'Aloe zebrina, però aquest té les fulles més primes a la punta. L'inflorecència, inclòs el peduncle, pot arribar a mesurar fins a 45 cm. Les fulles poden arribar a mesurar 40 cm de llarg i de 10 a 15 cm d'amplada, amples a la base i amb un fibló a la punta.
Aquesta suculenta creix fins a 50 cm d'altura i 60 cm d'amplada aproximadament.

## Taxonomia
Aloe maculata va ser descrit per Carlo Allioni i publicat en Auctarium ad Synopsim Methodicam Stirpium Horti Reg. Taurinensis, 13, 1773.

### Etimologia
- Aloe: nom genèric d'origen molt incert: podria ser derivat del grec άλς, άλός (als, alós), 'sal' - donant άλόη, ης, ή (aloé, oés), que designava tant la planta com el suc, a causa del seu gust, que recorda l'aigua del mar.[4] D'aquí va passar al llatí ălŏē, ēs amb la mateixa accepció, que, en sentit figurat, significava també 'amarg'. S'ha proposat també un origen àrab, alloeh, que significa 'la substància amarga brillant'; però és més probable un origen complex per l'hebreu ahal (אהל), freqüentment citat en texts bíblics.[5][6]
- maculata: epítet que significa 'tacada', fent al·lusió a la presència de taques a les fulles.[7]

#### Sinonímia
| - Aloe perfoliata var. obscura - Aloe tricolor Baker - Aloe trichotoma Colla - Aloe spuria A.Berger - Aloe saponaria (Aiton) Haw. - Aloe gasterioides Baker - Aloe umbellata DC. - Aloe saponaria var. obscura - Aloe latifolia (Haw.) Haw. - Aloe saponaria var. latifolia - Aloe saponaria var. ficksburgensis - Aloe macracantha Baker | - Aloe leptophylla var. stenophylla - Aloe grahamii Schönland - Aloe obscura Mill. - Aloe leptophylla N.E.Br. ex Baker - Aloe commutata var. bicolor - Aloe commutata Tod. - Aloe disticha Mill. - Aloe maculosa Lam. - Aloe picta var. major - Aloe picta Thunb. - Aloe perfoliata var. saponaria |

## Usos
Aquesta varietat de Aloe, es cultiva a jardins i rocalles, també es cultiva a testos, de manera ornamental. No obstant, s'utilitza en altres ambits com la medicina o la cosmètica.

#### Medicina
Aquesta planta té efectes medicinals molt variats. A més de ser un excel·lent netejador, bactericida i antisèptic, l'àloe té propietats anestèsiques que permeten calmar qualsevol tipus de dolor i desinflamar músculs i articulacions. És altament nutritiu ja que la composició inclou vitamines, minerals i sucres.
És utilitzat també davant de malalties tals com artritis, bronquitis, congestions intestinals, cel·lulitis, desarreglos evacuatoris, paràsits intestinals, úlceres i fins i tot en tractaments contra el càncer, segons els especialistes.
A més, els àloes bloquegen la síntesi dels àcids nucleics dels bacteris, estimulen la fagocitosi i protegeixen els leucòcits dels radicals lliures; el conjunt fa que lefecte antibacterià sigui doble, resultant el seu ús útil en el tractament de les infeccions de la pell.
Els usos o aplicacions de l'àloe són variats. No obstant això, cal tenir en compte que atesa la seva complexa composició, pot causar al·lèrgies en persones propenses a aquesta afecció, per la qual cosa és important consultar un especialista abans d'utilitzar-lo per propietats medicinals.

#### Cosmètics
S'utilitza molt en cosmètics per la seva gran quantitat de gel.

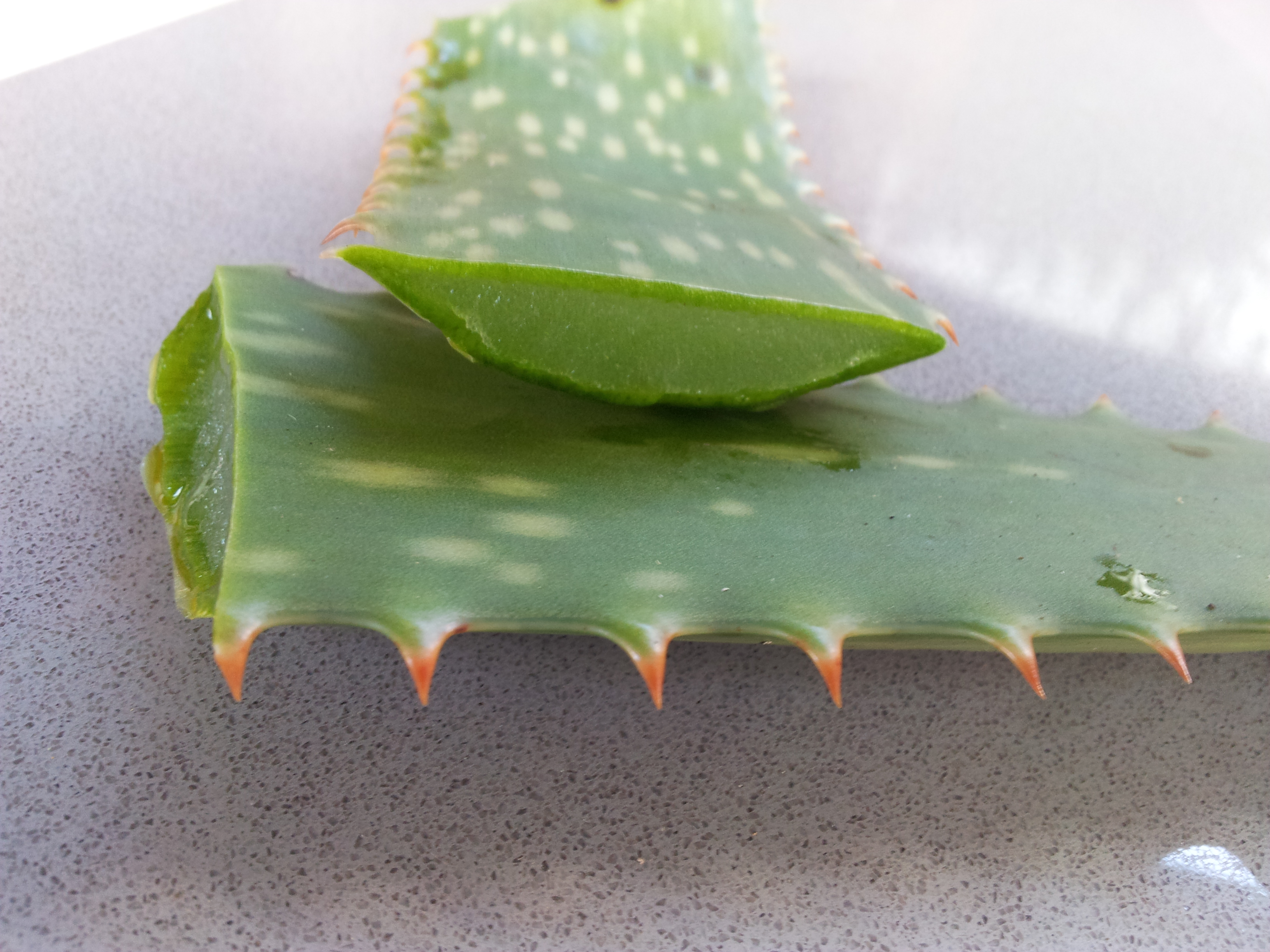
Interior fulles de l'aloe

Sobretot es molt comú el seu ús en la fabricació de productes per la pell, per després dels afeitats o bé en netejadors facials. En algunes zones s'incorpora el gel de les fulles al xampú per enfortir el cabell.
També es coneix degut a que el seu gel al barrejar-se amb aigua, aquesta crea una mena d'escuma que s'utilitza com a fixador per al cabell; A Sud-àfrica, algunes persones l'utilitzen com a substitut del sabó per rentar la roba, per la seva forta olor i espuma.

## Característiques principals

#### Rusticitat
No és tolerant al fred i és molt sensible a les gelades. Si es cultiva a l'aire lliure en climes on les temperatures cauen amb freqüència per sota dels 2 ℃, s'ha de cobrir amb xarpellera, plàstic, etc. Si la planta està en test, cal traslladar-la a un ambient interior per a protecció a l'hivern. No li agraden els extrems. Si fa massa calor durant l'estiu, la planta s'ha de mantenir a l'ombra parcial, o les fulles desenvoluparan cremades i començaran a assecar-se.

#### Malalties comuns
El podriment de l'arrel és la causa principal de mort prematura de l'aloe maculata. Sol passar si hi ha molta humitat a la terra o si la terra tendeix a retenir-la. La millor prevenció és el reg infreqüent, sobretot si la humitat de lʻaire és alta. Si els pèls radicals es posen lacis, negres i viscosos, es tracta de símptomes de la podrició de l'arrel. La podriment de l'arrel és causada més comunament per fongs. És notori per la seva virulència i danys severs als cultius. Necessita una gran quantitat d'aigua per desenvolupar-se, el que significa que la millor prevenció és evitar el reg freqüent i mantenir el sòl relativament sec.
Altres alteracions que poden afectar: 
- Pugons

- Mosques de la fruita

- Cotxinilles

#### Reproducció
Aleo maculata, es pot propagar a partir de les llavors, però pel fet que produeix moltes cries, quan assoleix la maduresa, la forma més comuna i més fàcil de propagació inclou separar les cries de la planta mare usant una plana de jardí i plantar-les en contenidors separats, ja que també pot proliferar naturalment reproduint fillols al seu voltant o per divisió de mates i fins i tot per fulles.

#### Sequera
Segons el sistema de tolerància de sequera de Filippi, se li adjudica un codi 5.
- Codi 5 : Plantes que prosperen a regions on la sequera estival dura de cinc a sis mesos (Per exemple, a Atenes, Grècia)

#### Sòl
Requereix un sòl ben drenat i lleuger. Li agrada el terra sorrenc i amb grava, ja que drenen bé l'aigua i evita l'acumulació d'aquesta a les arrels, la qual cosa provocaria la pudrició de les mateixes i la planta moriria.
En tant a l'àcidesa del sòl, en necesita de lleugerament àcids, neutres i lleugerament alcalins (pH 6-9), però té una millor adaptació en ambients neutres o lleugerament alcalins (pH 7-8,5).

## Manteniment

#### Reg
És preferible un terra sec que humit, encara que necessita la seva dosi de reg si es troba en llocs secs, de poca humitat o pluges poc freqüents. No obstant això a causa de les seves fulles suculentes pot sobreviure plenament durant llargs processos de sequeres, encara que això en realenti el creixement, la proliferació i la floració.

#### Poda
No requereix poda en el sentit general; només cal eliminar les tiges de flors gastades o les fulles mortes. Les fulles que s'han tornat ataronjades o marrons s'han de retallar per lliurar més nutrients a les parts de la planta verda, mantenint la planta sana.

## Distribució
L'àloe de sabó és altament adaptable i es troba de manera natural en una àmplia gamma d'hàbitats del sud d'Àfrica, des de Zimbabwe al nord fins a la península del Cap al sud. Concretament, és originària del sud i l'est de Sud-àfrica, el sud-est de Botswana i Zimbabwe.
A més, ara es planta a tot el món com a planta de paisatge popular a les regions càlides del desert, especialment als Estats Units, on és l'àloe ornamental més popular a la zona de Tucson, Arizona, i també és popular a Califòrnia.